# Kiiskisjärvi
Kiiskisjärvi eller Kiiskijärvi är en sjö i Finland. Den ligger i kommunen Puolango i landskapet Kajanaland, i den centrala delen av landet, 500 km norr om huvudstaden Helsingfors. Kiiskisjärvi ligger 156 meter över havet. Den är 7,6 meter djup. Arean är 1,29 kvadratkilometer och strandlinjen är 7,61 kilometer lång. Sjön  ingår i Uleälvens huvudavrinningsområde. 
I övrigt finns följande vid Kiiskisjärvi:
- Laamanen (en sjö)